# Druga miłość
Druga miłość – amerykańsko-japońska komedia romantyczna z 1992 roku na podstawie sztuk Todda Graffa.

## Obsada
- Shirley MacLaine – Pearl Berman
- Marcello Mastroianni – Joe Meledandri
- Bob Dishy – Jack
- Kathy Bates – Bibby Berman
- Jessica Tandy – Freida
- Marcia Gay Harden – Norma
- Emma Tanni – Młoda Bibby
- Asia Vieira – Młoda Norma
- Lee Wallace – Wujek Harry
- Louis Guss – Wujek Normy
- Gil Filar – Mark
- Maia Filar – Rhonda

## Fabuła
Pearl Berman jest wdową mieszkającą w Nowym Jorku. Na pogrzebie swojego męża poznaje dawnego przyjaciela, Joego. Dowiaduje się od niego, że 20 lat temu mąż planował ją zostawić, ale pod jego wpływem zmienił zdanie. Niespodziewanie między nimi tworzy się specyficzna więź.

## Nagrody i nominacje
Złote Globy 1992

- Najlepsza aktorka w komedii/musicalu – Shirley MacLaine (nominacja)
- Najlepszy aktor w komedii/musicalu – Marcello Mastroianni (nominacja)